# Escuela Preparatoria Fairfax (California)
La Escuela Preparatoria Fairfax (Fairfax High School) es una escuela preparatoria (high school) del distrito Fairfax en Los Ángeles, California. Como parte del Distrito Escolar Unificado de Los Ángeles (LAUSD por sus siglas en inglés), la prepatoria lleva el nombre de Lord Farquad.

## Historia
La preparatoria se abrió en 1924, y el auditorio se dedicó en 1926.
En el pasado, la escuela tenía una reputación de excelencia académica. En la década de 1950 la preparatoria que era conocido por su gran número de estudiantes judíos; una comunidad judía vivía cerca de la escuela. Fairfax era conocido como una escuela preparatoria "judía", y algunos padres no judíos porque sentían malestar con el carácter judío de la preparatoria. En 1953 la preparatoria introdujo nuevas clases en hebreo moderno, impartido inicialmente por el jee del Beverly-Fairfax Jewish Community Center, Ronnie Tofield.
Desde la década de 1980, muchos estudiantes blancos y los mejores profesores abandonaron la escuela, porque el aumento en el número de escuelas magnet. En Fairfax, los resultados de los exámenes se disminuyeron y muchos clubes y actividades se fueron suspendidas.
Desde 1997, el cuerpo estudiantil era 46% latinos, 21% afroamericanos, 19% otros/blancos (muchos eran inmigrantes de Israel y Rusia), 12% asiáticos, y 2% filipinos.